# Липовая аллея (Ростов-на-Дону)
Липовая аллея  — аллея пересекает парк имени Первого мая в его западной части, изначально бывшей садом Летнего коммерческого клуба, ныне Дом физической культуры г. Ростова-на-Дону. Липовой аллее более 120 лет.

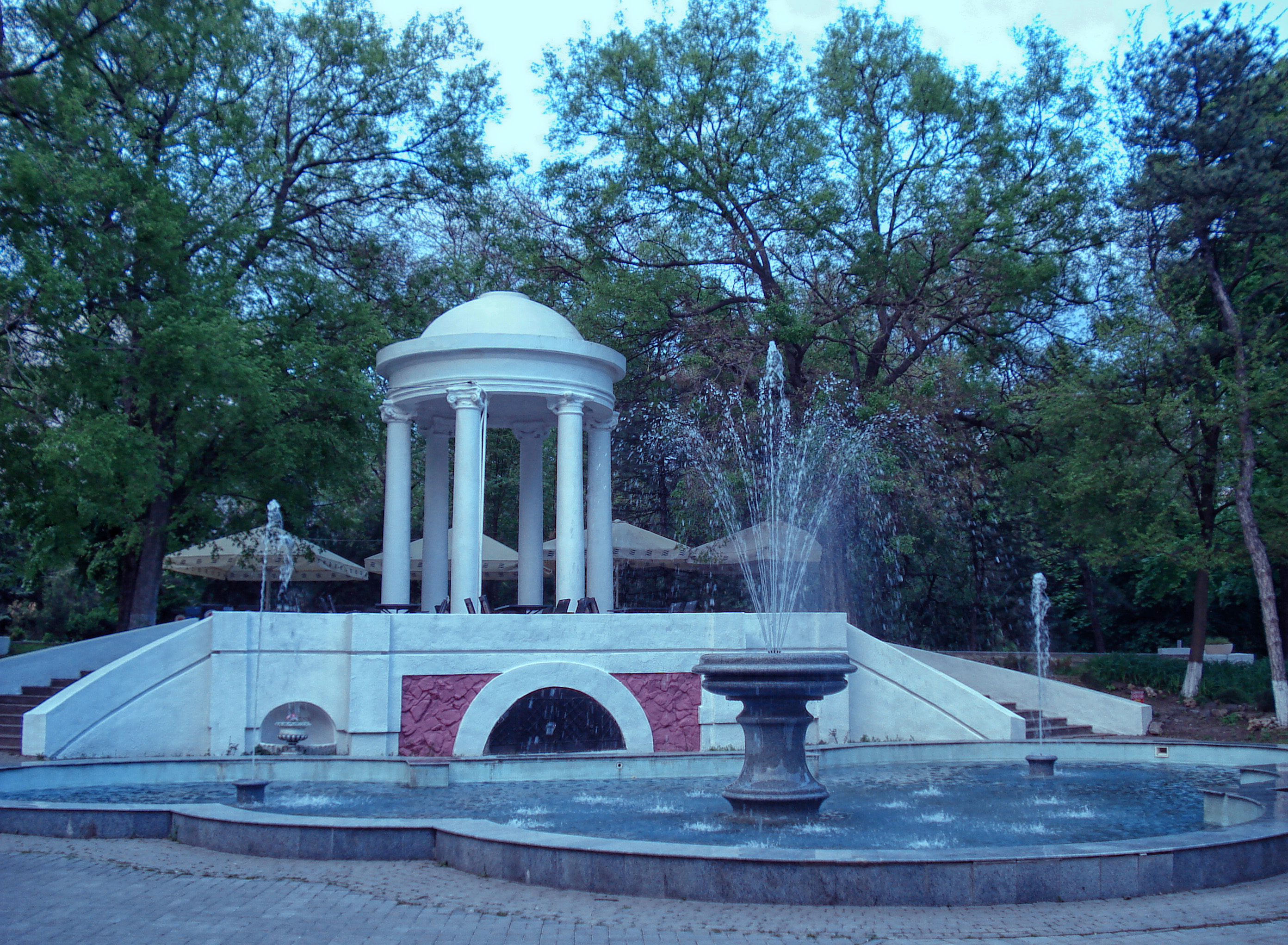
Первомайский парк. Ротонда

## История и описание
Разбивку садовой территории в 1860 годы выполнил петербургский архитектор Петерс. Направление будущей аллеи зафиксировало трассу подземной галереи, соединяющей холм, оставшийся от земляного редута крепости (с подземными помещениями), и подвалы бывших складских строений вблизи Большой Садовой улицы.

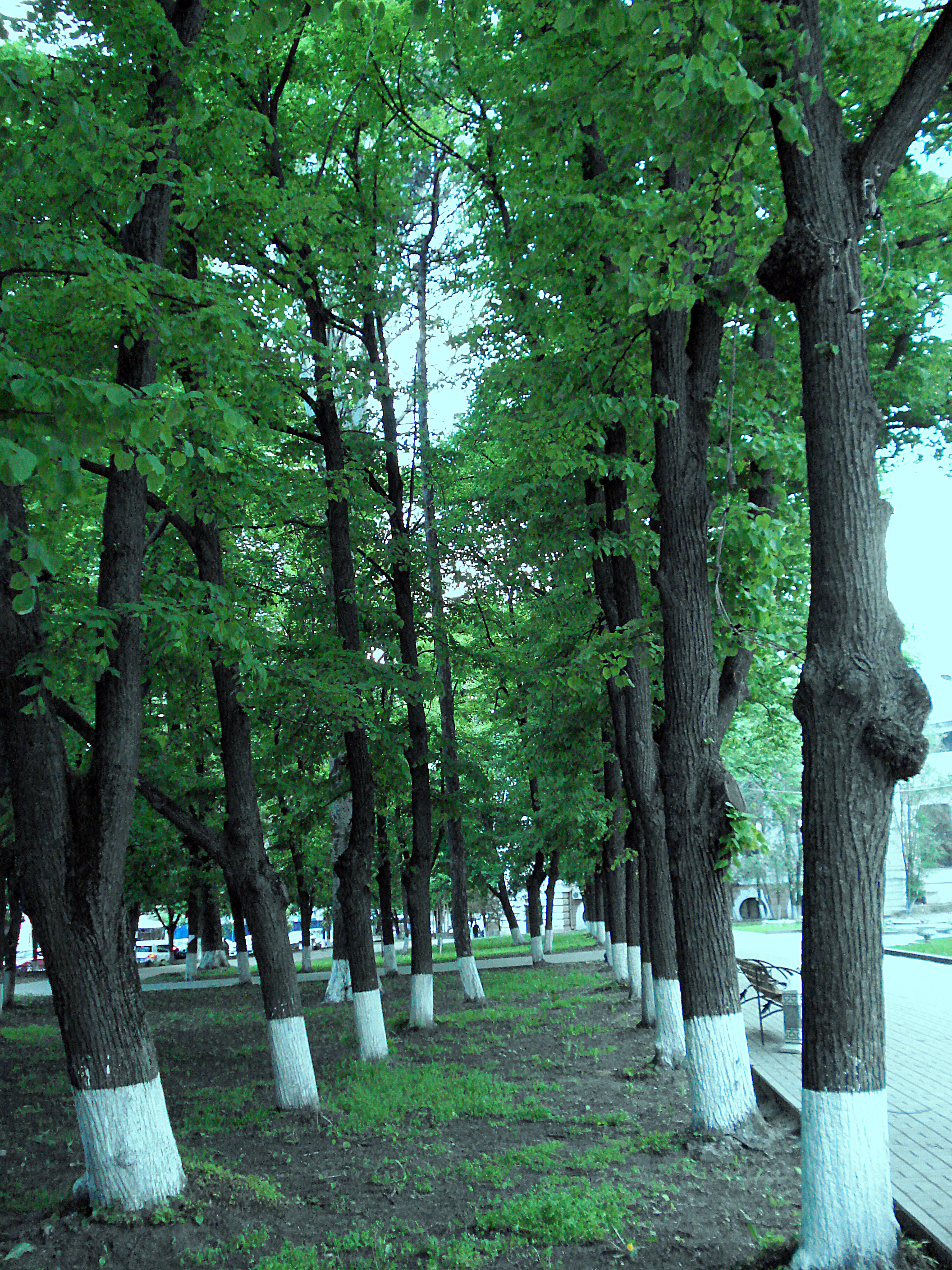
Столетние липы Первомайского парка

 По обе стороны широкой аллеи в начале 1890-х были насажены первые липы. В её центре устроены газоны, торцы которых замыкали клумбы. Их украсили цветочные ковровые узоры, придававшие пространству между подрастающими липами нарядную праздничность.
В 1901 году аллею замкнула на востоке мемориальная ротонда, поставленная на холме бывшего редута. Перед нею в начале 1910-х устроили фонтан. Размещалась ротонда на площадке высокого цокольного яруса, скрывавшего остатки земляного вала. Её изящная беседка сформирована шестью ионическими колонками под невысоким куполом. Видовая площадка ротонды, ориентированная на цветочный партер аллеи, предназначалась для любования цветочными композициями.
Неприкосновенной аллея сохранялась до конца XX века. Её не повредили даже бомбёжки и пожары в ходе военных действий на территории Ростова-на-Дону. Когда парковая оранжерея была разобрана (1986), газоны и клумбы утратили прежнюю нарядность и богатство.
В настоящее время кроны лип разрослись и требуют умелой подрезки, а в саму аллею вторгаются современные павильоны парка. И всё же липовая аллея остаётся уникальным местом Ростова-на-Дону ещё и потому, что здесь каждое дерево, пережившее Отечественную войну, — редкость и радость.
Медики и психологи утверждают, что одним из прогрессивных методов терапии считается лечение запахами цветов, шелестом листвы, созерцанием деревьев и кустарников. Словом, всем тем, что дарит ростовчанам липовая аллея.